# Sonate K. 389
La sonate K. 389 (F.335/L.482) en ré majeur est une œuvre pour clavier du compositeur italien Domenico Scarlatti.

## Présentation
La sonate K. 389, en ré majeur, est notée Allegro et forme un couple avec la sonate précédente. La paire ouvre le volume IX de Venise. Dans le manuscrit de Parme, ces deux sonates sont rapprochées des K. 392 et 393. La séquence est clairement logique et identique : une sonate d'ouverture brillante et rapide (Allegro ou Presto), suivie d'une autre au caractère dansant de menuet (notée Minuet, sur K. 393 et 391 uniquement dans Parme). Pestelli les compare aux futurs menuets symphoniques des classiques viennois, Haydn et Mozart.
Ces deux paires sont séparées dans le volume IX de Venise (nos 1, 2 et 5, 6), que suivent Ralph Kirkpatrick et Emilia Fadini pour leur numérotation, cachant ainsi leur vive logique voulue par le concepteur du recueil conservé à Parme.

## Manuscrits
Le manuscrit principal est le numéro 2 du volume IX (Ms. 9780) de Venise (1754), copié pour Maria Barbara ; les autres sont Parme XI 4 (Ms. A. G. 31416), Münster III 42 (Sant Hs 3966) et Vienne E 37 (VII 28011 E).

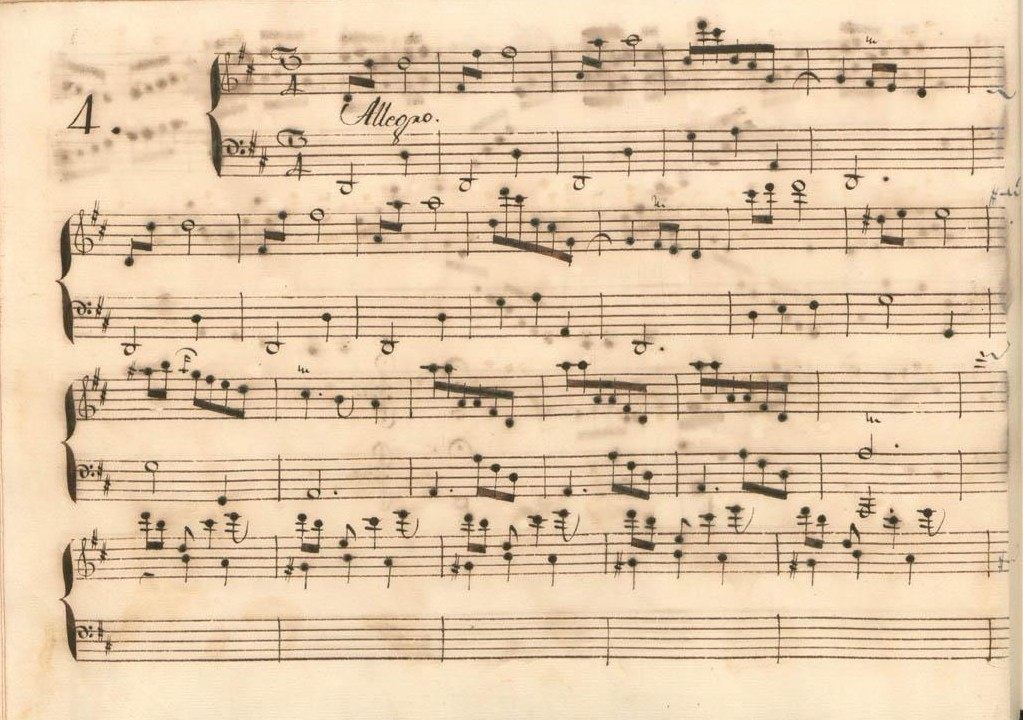
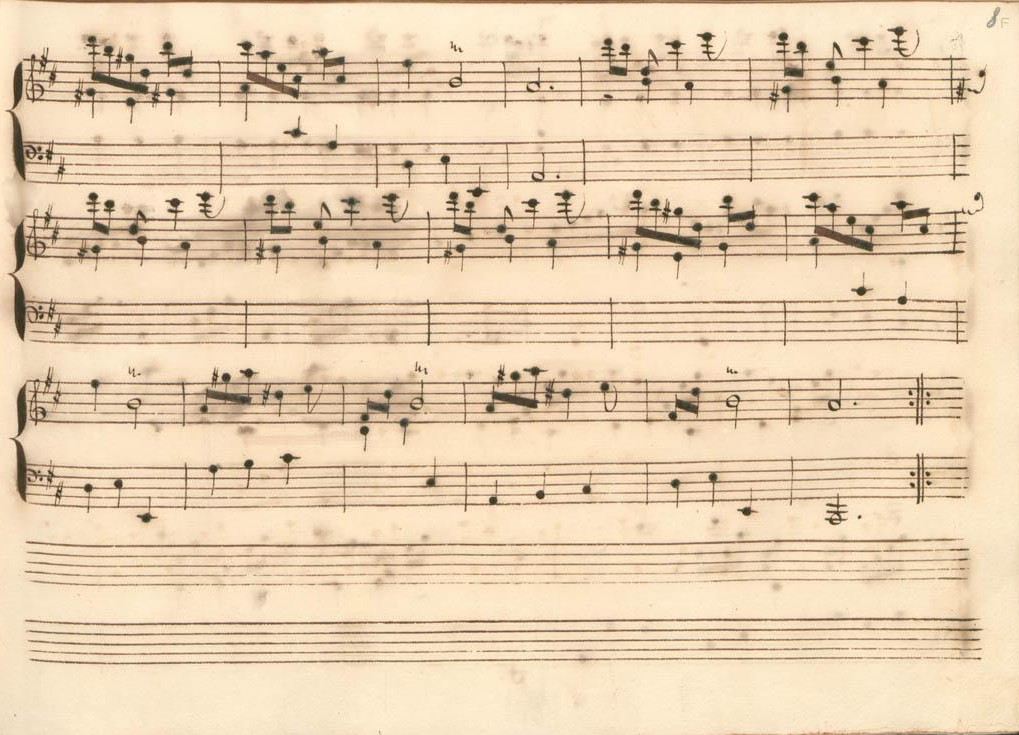
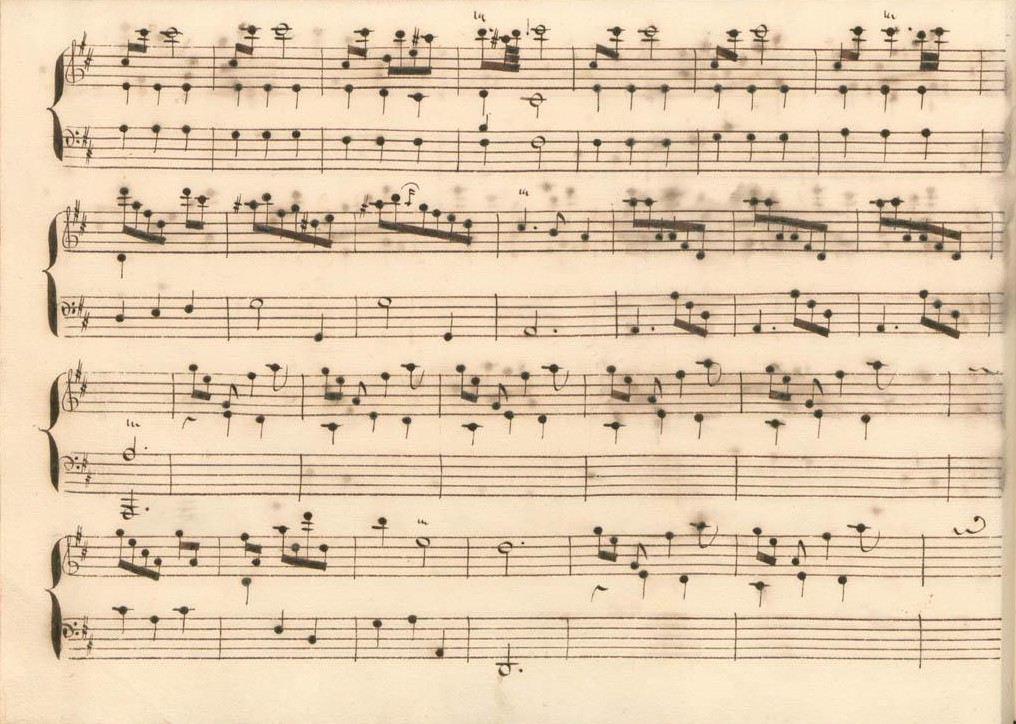
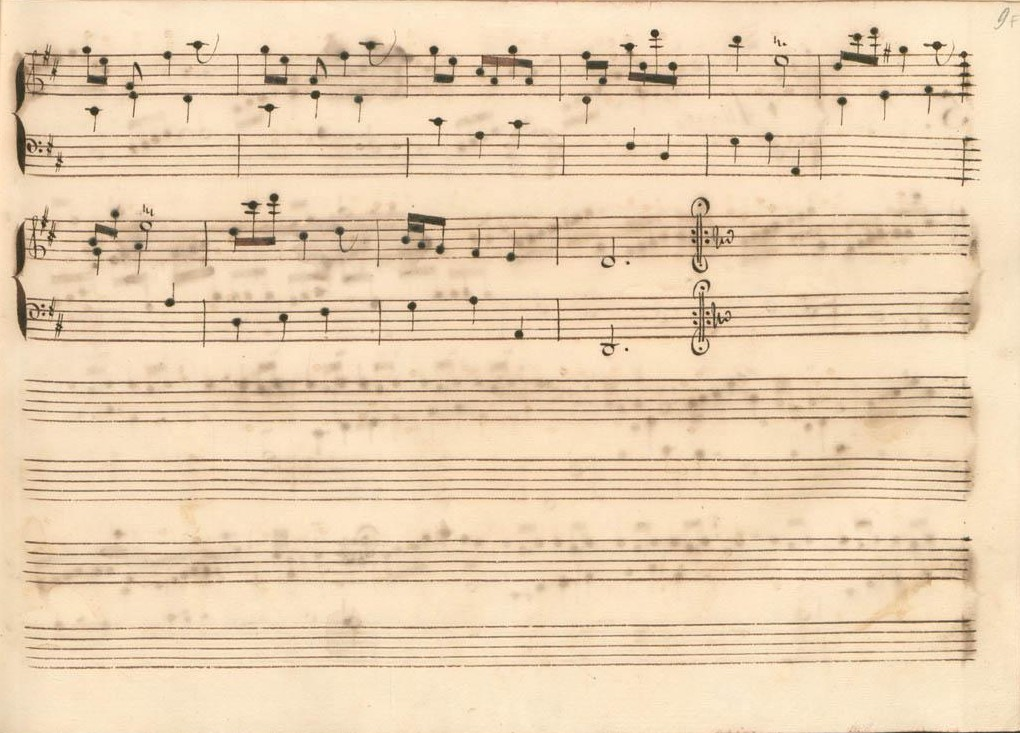

## Interprètes
La sonate K. 389 est défendue au piano, notamment par Carlo Grante (2013, Music & Arts, vol. 4) ; au clavecin par Scott Ross (1985, Erato), Richard Lester (2003, Nimbus, vol. 4) et Pieter-Jan Belder (Brilliant Classics, vol. 9).

## Sources
: document utilisé comme source pour la rédaction de cet article.
- Ralph Kirkpatrick (trad. de l'anglais par Dennis Collins), Domenico Scarlatti, Paris, Lattès, coll. « Musique et Musiciens », 1982 (1re éd. 1953 (en)), 493 p. (ISBN 978-2-7096-0118-4, OCLC 954954205, BNF 34689181).
- Alain de Chambure, « Domenico Scarlatti : Intégrale des sonates — Scott Ross », Erato (2564-62092-2), 1985 (OCLC 891183737) .
- (en) Carlo Grante, « Domenico Scarlatti, intégrale des sonates pour clavier (vol. 4) », Music & Arts (CD-1293), 2016 (OCLC 1020680576) .